# Total Immersion Racing
Total Immersion Racing est un jeu vidéo de course développé par Razorworks et édité par Empire Interactive, sorti en 2002 sur Windows, Mac, PlayStation 2 et Xbox.

## Système de jeu
Course unique: course sur n'importe quelle piste déverrouillée avec n'importe quelle voiture déverrouillée. Un tour à vingt-cinq peut être couru et l'heure de la journée peut être changée en soirée ou en jour (sur la plupart des pistes).
Carrière: commencez dans une voiture GT à faible puissance et grimpez dans les rangs pour gagner le championnat de la catégorie PRO et débloquer des voitures et des pistes.
Contre-la-montre: Obtenez les meilleurs temps au tour sur n'importe quelle piste avec n'importe quelle voiture.
Défi: Relevez trente-sept défis différents dans cinq classes: GT, GTS, PRO, Fabricant et Endurance. Une liste de tous les défis se trouve ci-dessous.
Les défis doivent être complétés dans l'ordre, avec l'achèvement du déverrouillage # 1 # 2 et ainsi de suite. À chaque course, le joueur accumule des points pour sa position finale (10 pour une victoire), ce qui contribue au score du championnat. Le fait de ne pas remporter le championnat constituera un échec du défi. Les défis peuvent être spécifiques à une voiture ou permettre le choix de plusieurs ou de toutes les voitures d'une même classe. Relever les défis déverrouille les voitures et les pistes pour une utilisation en solo et multi-joueurs ainsi qu'une utilisation contre la montre. Généralement, les défis «constructeur» (où des voitures spécifiques sont déverrouillées) sont séparés par un ou deux défis généraux (permettant principalement l'utilisation de toute voiture déverrouillée de la classe du véhicule précédemment déverrouillé). Gagner des courses sur des pistes non courues auparavant les débloquera, car toutes les pistes ne sont pas disponibles pour la course depuis le début. Chaque défi comprend de 1 à 8 courses distinctes, chacune d'entre 1 et 50 tours. Pour les courses de défis, il n'y a pas de paramètres de difficulté, la difficulté augmentant lorsque le joueur les traverse.

### Voitures
Il y a un total de dix-sept voitures divisées en trois groupes (GT, GTS et PRO (prototype)).
| Catégorie | Marque     | Modèle          | Année |
| --------- | ---------- | --------------- | ----- |
| GT        | Audi       | TTR             | 2002  |
| GT        | Noble      | M12             | 2001  |
| GT        | Quaife     | R4 GT1          | 1998  |
| GT        | BMW        | M3 GTR          | 2001  |
| GTS       | Sintura    | S99 GT1         | 1999  |
| GTS       | Panoz      | Esperante GTR-1 | 1997  |
| GTS       | Vemac      | RD320R          | 1999  |
| GTS       | Lister     | Storm           | 1993  |
| GTS       | McLaren    | F1 GTR          | 1995  |
| PRO       | BMW        | V12 LMR         | 1999  |
| PRO       | Panoz      | LMP-1 Evo       | 1999  |
| PRO       | Dome       | S101            | 2001  |
| PRO       | Bentley    | EXP Speed 8     | 2001  |
| PRO       | Audi       | R8 (prototype)  | 1999  |
| PRO       | Pilbeam    | LMP             |       |
| PRO       | Lister     | Storm LMP       | 2005  |
| PRO       | Rockingham | Champ Car       |       |

## Accueil
- Jeux vidéo Magazine : 12/20 (PC)[1]
- Jeuxvideo.com : 11/20 (PC)[2] - 11/20 (Xbox)[3]
- Gamekult : 6/10 (PC, Xbox, PS2)[4]